# Бурити-дус-Монтис

Бурити-дус-Монтис на карте штата.

Бурити-дус-Монтис (порт. Buriti dos Montes) — муниципалитет в Бразилии, входит в штат Пиауи. Составная часть мезорегиона Северо-центральная часть штата Пиауи. Входит в экономико-статистический микрорегион Кампу-Майор. Население составляет  7 974 человек на 2010 год. Занимает площадь 2634,061 км². Плотность населения — 3,03 чел./км².

## Демография
Согласно сведениям, собранным в ходе переписи 2010 г. Национальным институтом географии и статистики (IBGE), население муниципалитета составляет:
| Полное население                               | Полное население                               | Полное население                               | Полное население                               | 7974  |
| ---------------------------------------------- | ---------------------------------------------- | ---------------------------------------------- | ---------------------------------------------- | ----- |
| в том числе:                                   | Городское население                            | 2421                                           | Процент городского населения, %                | 30,36 |
|                                                | Сельское население                             | 5553                                           | Процент сельского населения, %                 | 69,64 |
|                                                | Мужское население                              | 4145                                           | Процент мужского населения, %                  | 51,98 |
|                                                | Женское население                              | 3829                                           | Процент женского населения, %                  | 48,02 |
| Плотность населения, чел/км²                   | Плотность населения, чел/км²                   | Плотность населения, чел/км²                   | Плотность населения, чел/км²                   | 3,03  |
| Население муниципалитета в % к населению штата | Население муниципалитета в % к населению штата | Население муниципалитета в % к населению штата | Население муниципалитета в % к населению штата | 0,26  |

По данным оценки 2016 года, население муниципалитета составляет 8188 жителей.

## Статистика
- Валовой внутренний продукт на 2003 год составляет 9 400 684,00 реалов (данные: Бразильский институт географии и статистики).
- Валовой внутренний продукт на душу населения на 2003 год составляет 1216,45 реалов (данные: Бразильский институт географии и статистики).
- Индекс развития человеческого потенциала на 2000 год составляет 0,560 (данные: Программа развития ООН).